# Pokojnoje
Pokojnoje (ros. Покойное) – wieś w Rosji, w Kraju Stawropolskim, w rejonie budionnowskim. W 2010 liczyła 8962 mieszkańców.